# Hypoluxo
Hypoluxo es un pueblo ubicado en el condado de Palm Beach en el estado estadounidense de Florida. En el Censo de 2010 tenía una población de 2.588 habitantes y una densidad poblacional de 1.230,58 personas por km².

## Geografía
Hypoluxo se encuentra ubicado en las coordenadas 26°33′48″N 80°3′5″O / 26.56333, -80.05139. Según la Oficina del Censo de los Estados Unidos, Hypoluxo tiene una superficie total de 2.1 km², de la cual 1.6 km² corresponden a tierra firme y (23.77%) 0.5 km² es agua.

## Demografía
Según el censo de 2010, había 2.588 personas residiendo en Hypoluxo. La densidad de población era de 1.230,58 hab./km². De los 2.588 habitantes, Hypoluxo estaba compuesto por el 87.94% blancos, el 6.96% eran afroamericanos, el 0% eran amerindios, el 1.7% eran asiáticos, el 0.04% eran isleños del Pacífico, el 1.16% eran de otras razas y el 2.2% pertenecían a dos o más razas. Del total de la población el 6.8% eran hispanos o latinos de cualquier raza.